# یژی پاووفسکی
یژی وُادیسواو پاووفسکی (لهستانی: Jerzy Władysław Pawłowski; ۲۵ اکتبر ۱۹۳۲ – ۱۱ ژانویهٔ ۲۰۰۵) شمشیرباز سابر و جاسوس دوجانبه اهل لهستان بود.
او در مسابقات کشوری و بین‌المللی در مجموع برندهٔ ۸ مدال طلا، ۹ مدال نقره و ۶ مدال برنز شده و از پرافتخارترین شمشیربازان تاریخ به‌شمار می‌رود.